# البهائية في الولايات المتحدة

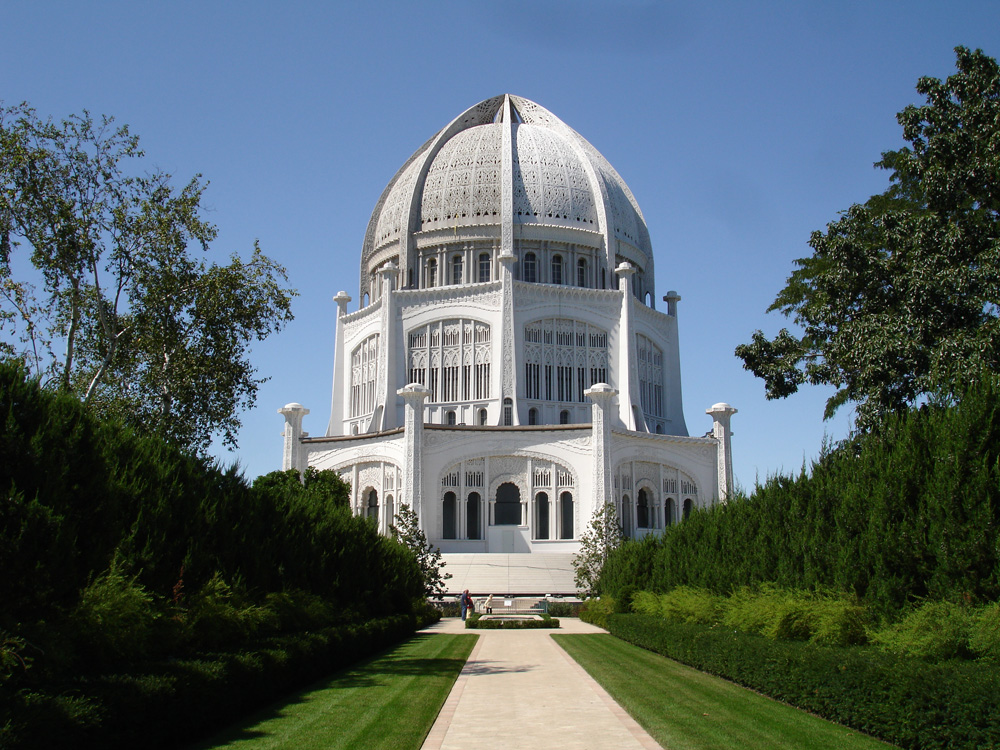
دار العبادة البهائية، ويلميت، إلينوي

تم ذكر الدين البهائي لأول مرة في الولايات المتحدة في عام 1893 في مؤتمر أديان العالم في شيكاغو.  وبعد فترة وجيزة، بدأ المتحولون الأوائل في أمريكا في اعتناق الدين الجديد. كان ثورنتون تشيس أبرز البهائيين الأمريكيين الأوائل وقدَّم مساهمات مهمة للأنشطة المبكرة. تأسست إحدى المؤسسات البهائية الأولى في الولايات المتحدة في شيكاغو وأطلق عليها اسم وحدة معبد البهائي، والتي تأسست في عام 1909 لتسهيل إنشاء أول دار عبادة بهائية في الغرب، والتي تم بناؤها في نهاية المطاف في ويلميت، إلينوي وتم افتتاحها في عام 1953. اعتبارًا من عام 2020، أشارت جمعية إحصائيي الهيئات الدينية الأمريكية إلى أن الديانة البهائية كانت أكبر ديانة غير مسيحية في غالبية مقاطعات الولايات المتحدة.
أصبح عبد البهاء قائدًا للدين البهائي بعد وفاة والده بهاء الله (مؤسس الدين) في عام 1892. قام بزيارة الولايات المتحدة وكندا في عام 1912، وفي النهاية وصل إلى حوالي 40 مدينة من أبريل إلى ديسمبر. وعمل على تعزيز تعاليم والده بشأن السلام والوحدة، وعزّز المجتمع البهائي الغربي الناشئ. بعد عودته من رحلته، واصل عبد البهاء المراسلة مع البهائيين الأميركيين، وفي نهاية المطاف وجه إليهم سلسلة من الرسائل، أو الألواح، مكلفاً المؤمنين بمهمة نشر الدين في جميع أنحاء العالم. وقد تم تجميع هذه الرسائل في ألواح الخطة الإلهية.
بعد وفاة عبد البهاء في عام 1921، أصبح حفيده شوقي أفندي وليّ أمر الدين، واستمر في تشجيع وتوجيه جهود المجتمع البهائي الأمريكي والعالمي. في عام 1925، تم تأسيس أول جمعية روحية وطنية للولايات المتحدة بالتعاون مع البهائيين في كندا . في عام 1937، طلب شوقي أفندي من المؤمنين أن يبدأوا في التنفيذ المنهجي لرؤية عبد البهاء في تعليم الإيمان في جميع أنحاء العالم، داعياً الرواد الأميركيين إلى المساعدة في إنشاء مجتمعات بهائية في جمهوريات أميركا اللاتينية. وقد أدت الجهود المنسقة اللاحقة، مثل الحملة الصليبية التي استمرت عشر سنوات من عام 1953 إلى عام 1963، إلى إرسال الرواد الأميركيين إلى مجموعة واسعة من المواقع حول العالم.
في ختام الخطة السبعية الأولى في عام 1944، ورد أن كل ولاية في الولايات المتحدة لديها جمعية روحية محلية واحدة على الأقل، وقُدِّر عدد السكان البهائيين على المستوى الوطني بنحو 4800 شخص. في تقريرها السنوي لعام 2020، أفادت الجمعية الروحية الوطنية للولايات الأربع والأربعين المتجاورة بوجود 177,647 بهائيًا مسجلاً من جميع الأعمار، 77,290 منهم فقط لديهم عناوين جيدة، و57,341 مشاركًا إجماليًا في الأنشطة الأساسية، مع 37٪ من الحضور من خارج السكان البهائيين.

## التاريخ المبكر
يبدو أن أول ذكر للأحداث المتعلقة بتاريخ الدين في الولايات المتحدة هو صدى قصة صحيفة ذا تايمز في نوفمبر 1845 والتي تروي أحداث الباب عند عودته من الحج، والذي يعتبره البهائيون بمثابة بشراء تشبه العلاقة بين يوحنا المعمدان ويسوع. في أمريكا، نُشر هذا المقال في أبريل 1846 في صحيفة بوك ليك تايمز (Boon Lick Times) استنادًا إلى مقال في صحيفة نيويورك ميرور (NY Mirror). وقد تم ذكره في عام 1850. كانت أول ورقة أكاديمية عن الدين عبارة عن رسالة كتبت إلى الجمعية الشرقية الأمريكية التي كانت تعقد اجتماعها في بوسطن وكانت مكتبة المواد موجودة في أثينيوم بوسطن. نُشرت الرسالة في الأصل كجزء من مَحاضر الجمعية في مجلة The Literary World بتاريخ 14 يونيو 1851، كمدخل بدون عنوان، أول اقتباس منه هو "ملاحظة لشخصية فريدة، لعبت لسنوات عديدة دورًا بارزًا على مسرح الحياة الفارسية" بتاريخ 10 فبراير 1851 بقلم الدكتور القس أوستن إتش رايت. وقد نُشرت لاحقًا أيضًا في إحدى صحف فيرمونت في 26 يونيو 1851. في عام 1893 ألقى القس هنري هاريس جيسوب كلمة أمام البرلمان العالمي للأديان في شيكاغو، حيث ذكر لأول مرة الدين البهائي نفسه في الولايات المتحدة - ونشر ذلك في مجلة شيكاغو إنتر أوشن والمخطوطة. كان أنطون حداد، أول بهائي جاء إلى أمريكا، موجودًا بالفعل في البلاد.

### المجتمع الأول
بعد فترة حداد، جاء إبراهيم جورج خيرالله إلى الولايات المتحدة واستقر في نيويورك حيث بدأ بتدريس فصول "الباحث عن الحقيقة". قام بزيارة تشارلز أوغسطس بريجز وآخرين، وكذلك المجتمع السوري في نيويورك، ولكن في عام 1894 انتقل خيرالله إلى شيكاغو بعد الاهتمام الذي أثاره المعرض الكولومبي العالمي والبرلمان العالمي للأديان. كان ثورنتون تشيس أحد المتحولين الأوائل أثناء وجود خيرالله في شيكاغو، وكان قد قرأ العرض التقديمي عن البهائيين في المعرض، ويعتبر عمومًا أول من اعتنق البهائية في الغرب. لقد تحول أفراد آخرون، ولكن لم يبق أحد منهم عضوًا في الدين. ومن بين طلاب خيرالله اللاحقين هوارد ماكنوت، الذي قام فيما بعد بتجميع كتاب "إعلان السلام العالمي"، وهو مجموعة بارزة من خطابات عبد البهاء خلال رحلاته في أمريكا . وقد صنف حضرة شوقي أفندي كلا الرجلين باعتبارهما "تلاميذ عبد البهاء" و"مبشري العهد". وكان من بين طلاب الفصول والتلميذة الأخرى لوا جيتسنجر، التي عُرفت بأنها "المعلمة الأم للغرب". وكان من بين الذين "نجحوا" في الفصل وانضموا إلى الدين المتمرد هو هونوري جاكسون. انتقل خيرالله مرة أخرى إلى كينوشا، ويسكونسن، في عام 1895، حيث نشأ مجتمع بهائي كبير قريبًا.
في عام 1898، قام خيرالله برحلة حج بهائية إلى فلسطين لمقابلة عبد البهاء مع حجاج أمريكيين آخرين، بما في ذلك فيبي هيرست، ولوا جيتسنجر، وانضمت إليهم ماي بوليس. بدأ خيرالله في ادعاء القيادة المستقلة، فأرسل عبد البهاء أولاً أنطون حداد برسالة تعترض على تعريف القيادة، ثم أرسل معلم خيرالله الأول للدين، عبد الكريم طهراني، لمواجهته. الصراع صنع الصحف. في النهاية، لم يكن راغبًا في اتباع قيادة عبد البهاء، فأُعلن أنه ناقض العهد.
في العقود الأولى من وجود الدين في الولايات المتحدة، شهدت العضوية تقلبات سريعة عانت من تجارب مجتمعية غير محددة جيدًا حول ما تعنيه العضوية. لقد بدأ الأمر بكتابة رسائل إعلان فردية إلى عبد البهاء، ولكن ذلك أصبح أقل شيوعًا بعد عام 1900.

### جرين إيكر

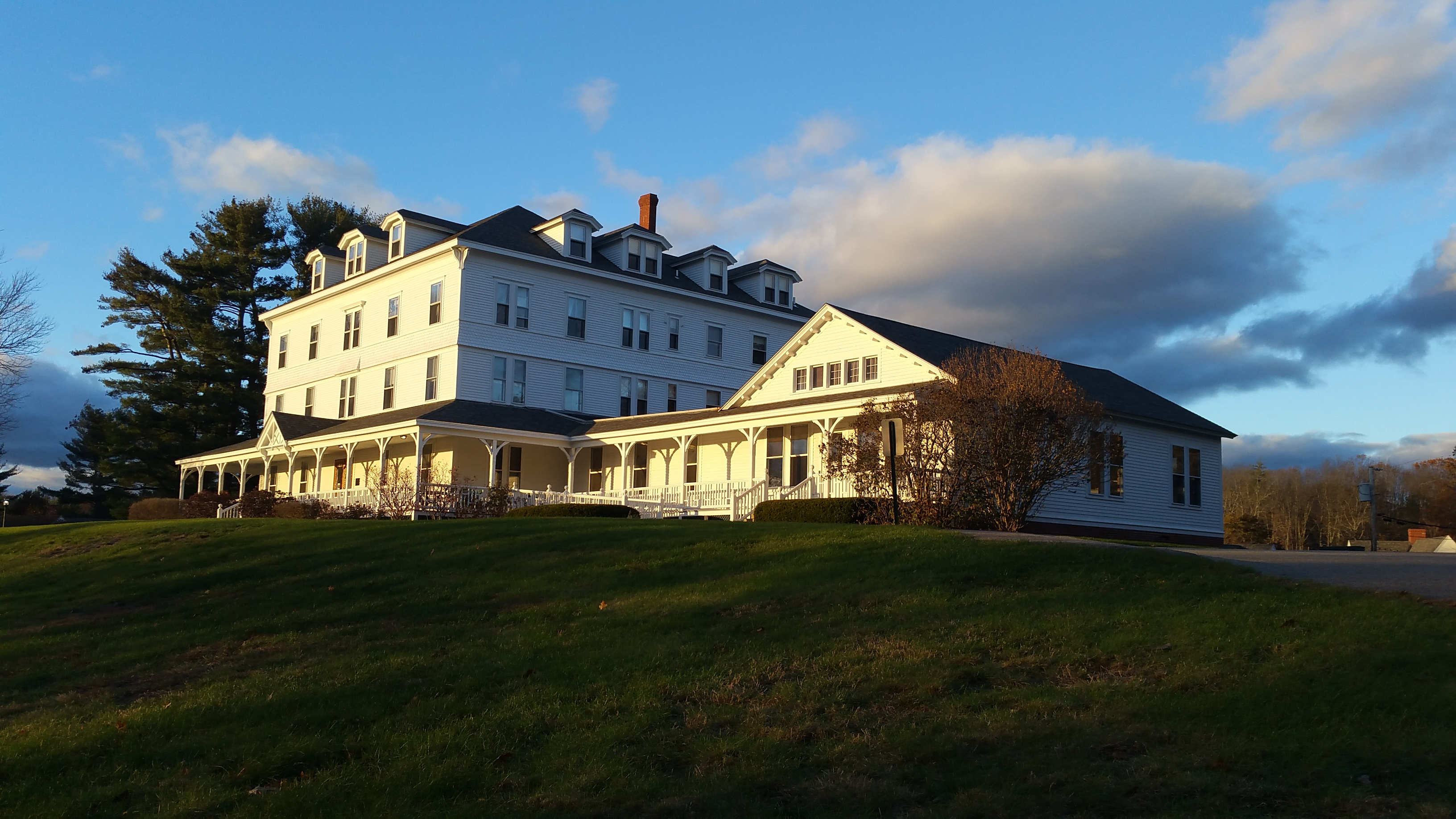
نزل جرين آكر، في إليوت، مين

### التطوير المستمر
إن ما مرت به أمريكا من حرب أهلية وحققته من تقدم نحو تحرير شعبها الأسود هو ما أشار إليه عبد البهاء في عام 1912 كأساس لتشجيع الاحترام لأمريكا في دعمها للمبادئ الإنسانية والإيثارية. يعود تاريخ النداء الموجه إلى الولايات المتحدة من أجل المصلحة الإنسانية إلى عام 1867 عندما كتب البهائيون عريضة إلى الكونجرس الأمريكي لأنه لم يكن لديه أي ارتباط بالظروف القمعية الحالية في بلاد فارس. وقد خاطب بهاء الله نفسه "حكام أمريكا ورؤساء الجمهوريات" (كان يوليسيس س. غرانت رئيسًا للولايات المتحدة في ذلك الوقت) قائلًا في جزء منه: "اربطوا المنكسرين بأيدي العدالة، واسحقوا الظالم الذي يزدهر بقضيب وصايا ربكم...". كما استخدم البهائيون الوسائل الدبلوماسية لطلب الإنصاف أو الإغاثة. في عام 1901، عندما بلغ عدد أعضاء المجتمع البهائي الأمريكي حوالي 2000 عضو فقط، توجهوا إلى السفير الأمريكي في بلاد فارس هربرت دبليو بوين في باريس بشأن وضع البهائيين. كمثال على الاضطهاد الذي واجهه البهائيون (آنذاك والآن) في إيران، قُتل دبلوماسي أمريكي في عام 1924 على يد حشد للاشتباه في أنه بهائي يتدخل في مسألة محلّية.
في عام 1906 أفاد تعداد حكومي من خلال أحد العلماء أن هناك 1280 بهائيًا في 24 مكانًا بين 14 ولاية. وشمل البهائيون الأوائل في هذه الفترة مصلحين وفنانين مثل ستانوود كوب، ولويس جي جريجوري، وجولييت تومسون. أجرت لورا كليفورد بارني مقابلة مع عبد البهاء حول العديد من تعاليم الدين مما أدى إلى النشر المبكر لكتاب "بعض الأسئلة المجابة" . تأسست وحدة معبد البهائيين في شيكاغو في مؤتمر وطني عام 1909 لتسهيل إنشاء أول دار عبادة بهائية في الغرب؛ وحضر المؤتمر 39 مندوبًا من 36 مدينة. كانت مجلة "نجم الغرب" أول إنتاج دوري كبير في البلاد بدءًا من مارس 1910. يؤكد روبرت ستوكمان، الباحث في ثورنتون تشيس، على أهمية تشيس باعتباره مفكرًا وناشرًا وإداريًا ومنظمًا بهائيًا من أوائل أمريكا الشمالية، والذي لا يزال غير مُقدَّر حق قدره، قائلًا: "ربما يكون الشخص الوحيد (في أمريكا) قبل عام 1912 الذي كان لديه فهم شامل لمفهوم الاستشارة البهائي". كان تشيس المحرك الرئيسي وراء العديد من الأنشطة المؤسسية المبكرة في شيكاغو، وفي نواحٍ عديدة، ترك موته المفاجئ فجوة في المجتمع البهائي في أمريكا الشمالية ظلت شاغرة حتى صعود هوراس هولي، المطور الرئيسي للمنظمة البهائية في الولايات المتحدة وكندا، إلى الصدارة في أوائل عشرينيات القرن العشرين.

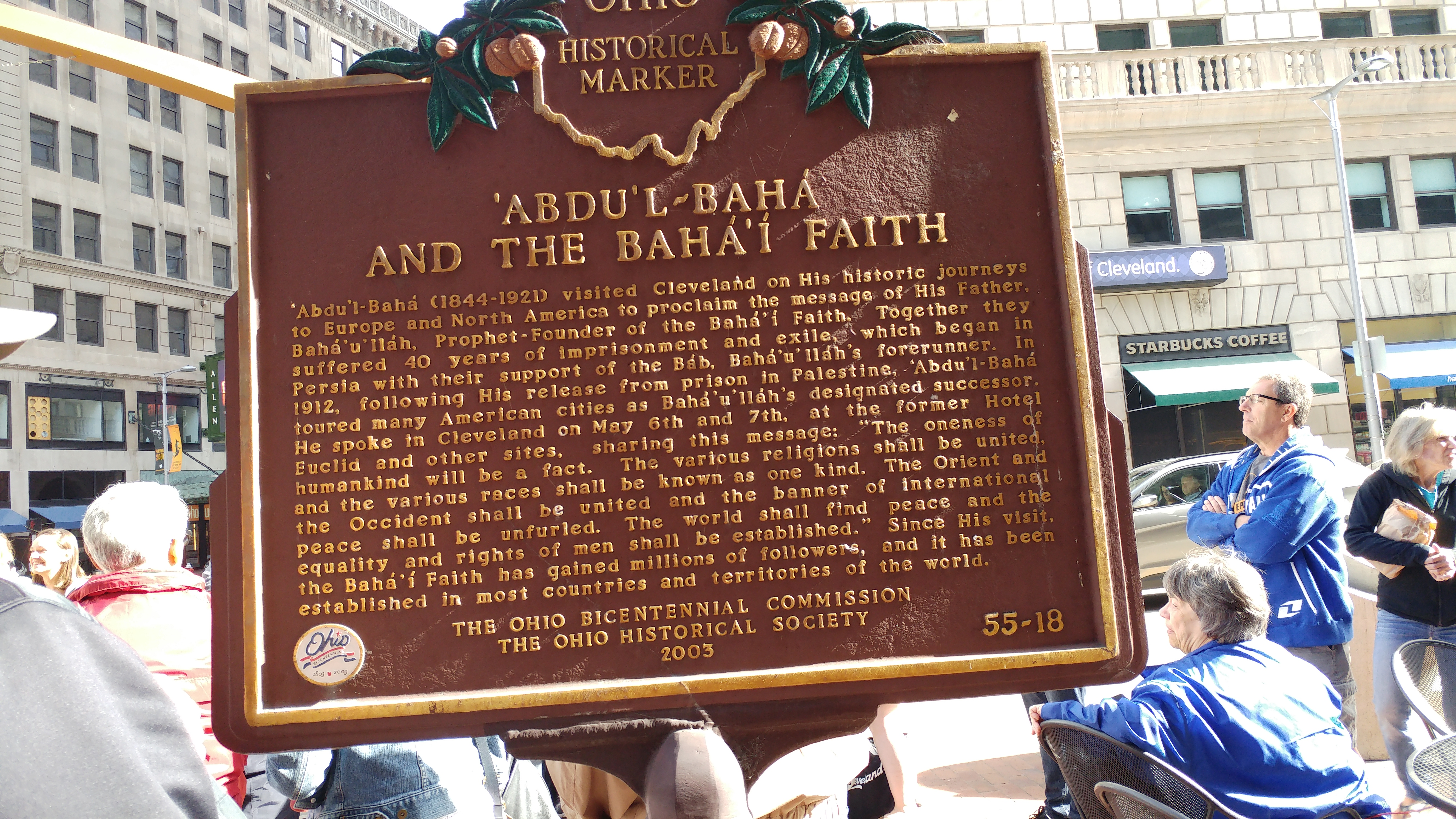
لوحة تذكارية لزيارة عبد البهاء إلى كليفلاند في عام 1912.

قام عبد البهاء، أثناء توليه رئاسة الدين، بزيارة الولايات المتحدة وكندا، وفي النهاية زارَ حوالي 40 مدينة، لنشر تعاليم والده مرة أخرى. وصل إلى مدينة نيويورك في 11 أبريل 1912. رغم أنه أمضى معظم وقته في نيويورك، إلا أنه زار العديد من المدن على الساحل الشرقي. ثم في أغسطس بدأ رحلة أكثر شمولاً عبر أمريكا إلى الساحل الغربي قبل أن يعود شرقًا في نهاية أكتوبر. في 5 ديسمبر 1912 أبحر عائدًا إلى أوروبا من نيويورك. خلال الأشهر التسعة التي قضاها في أمريكا الشمالية، التقى بالعديد من الأشخاص المعروفين بالإضافة إلى مئات البهائيين الأمريكيين والكنديين الذين اعتنقوا الدين حديثًا. ومن بين الإنجازات التي تحققت خلال الرحلة تقديم أمثلة على القيم الأساسية للدين - وحدة الإنسانية، والمساواة بين الجنسين. أولاً، أظهر وعياً متقدماً بالعنصرية من خلال تمجيد التنوع والأفراد السود في مناسبات متعددة عندما كان الفصل العنصري في الولايات المتحدة هو الممارسة المعتادة. وثانيًا، توسيع نطاق التقدم في مجال المساواة بين المرأة والرجل. خلال فترة إقامته في أمريكا، تم حلّ الجمعية الرئيسية المكونة من الذكور لصالح جمعية متكاملة من النساء والرجال.
بعد عودته إلى فلسطين في عام 1913، ذكر عبد البهاء مختلف الأراضي حول العالم التي ينبغي إدخال الدين إليها، وتنبأ بقدوم الحرب العالمية الأولى، وشرح صفات أولئك الذين يسعون إلى خدمة الدين. وقد اتخذ هذا التوجيه شكل سلسلة من الرسائل، أو الألواح، إلى أتباع الدين في الولايات المتحدة في عامي 1916 و1917؛ وقد تم تجميع هذه الرسائل معًا في كتاب ألواح الخطة الإلهية. وقد تم ترجمتها وتقديمها في 4 أبريل 1919 في مدينة نيويورك، ونشرت في مجلة Star of the West في 12 ديسمبر 1919. انضم أوربان ليدوكس أيضًا إلى الدين في هذا الوقت تقريبًا. وقد تم تحفيز النشاط العالمي لمارثا روت، التي جابت العالم ثلاث مرات لتعليم الإيمان، من خلال هذه الألواح.
شهد المجتمع البهائي الأمريكي تحولاً في عشرينيات القرن العشرين من مجتمع محدد بشكل فضفاض يركز على شخصية عبد البهاء الكاريزمية، نحو التوحيد العقائدي والتركيز على العهد . ظلت الارتباكات بشأن العضوية قائمة على الرغم من أن المجتمعات الأكبر أصبحت أكثر استقرارًا. على سبيل المثال، بعد المؤتمر الوطني لعام 1917، ترأس مسيون ريمي لجنة تحقيق في مجموعة دراسية في شيكاغو كانت تخلط تعاليم بهاء الله مع زعيم غامض، في حين تم قطع الاتصالات مع عبد البهاء. تم إعلان أعضاء المجموعة "منتهكين" وتم طردهم من المجتمع، وتم تأكيد هذه القرارات في المؤتمر الوطني عام 1918. ومع ذلك، يشير ويليام جارلينجتون إلى أن هذا التحول قد يكون السبب وراء تقلص الأدوار الرسمية من حوالي 3000 في عام 1916 إلى نصف ذلك في عام 1926.
توفي عبد البهاء في نوفمبر 1921. وفي وصيته عين حفيده شوقي أفندي وليا وقائدا للدين. وقد تساءل البعض في أمريكا عن هذا التعيين منذ وقت مبكر يعود إلى عام 1926. وقد حدث انقسام آخر لأن كثيرين انجذبوا إلى شخصية عبد البهاء ونظروا إلى الدين باعتباره مجتمعًا مسكونيًا يمكن لجميع الأشخاص ذوي النوايا الحسنة - بغض النظر عن الدين - الانضمام إليه. عندما أوضح شوقي أفندي الموقف القائل بأن الدين البهائي هو دين مستقل له إدارته المتميزة من خلال الجمعيات الروحية المحلية والوطنية، شعر القليلون بأنه تجاوز حدود سلطته؛ وقد طرد شوقي أفندي بعض الذين تسببوا بنشاط وبشكل مستمر في الفرقة باعتبارهم ناقضين للعهد . كانت جميع الانقسامات في هذه الفترة قصيرة الأجل ومحدودة التأثير، وفي معظمها فشلت في الاستمرار بعد حياة المعارضين الأوائل.

## 1921–1963
في حين بدأ أول بيت للعبادة البهائية في الأمريكتين في التشكل في شيكاغو، انتقل التطور المؤسسي الوطني للدين إلى جرين إيكر لعدة عقود من الزمن. تم استبدال مجلة نجم الغرب بمجلة الأخبار البهائية في عام 1924 وتم استكمالها بمجلة النظام العالمي في عام 1935. تم انتخاب أول جمعية روحية وطنية في عام 1925 بعد سنوات من التطور التنظيمي المتزايد. انظر الإحصائيات الخاصة بالجمعيات الروحية الوطنية . انضم إلى الدين أفراد من عدد من المواقف الاجتماعية - آلان لوروي لوك، وجيمس فرديناند مورتون، وروبرت سينجستاك أبوت، وهيلين إليزه أوستن، ونانسي دوجلاس بوديتش. بالإضافة إلى ذلك، تم إنشاء مؤسستين أخريين مثل Green Acre: مدرسة Geyserville التي تحولت فيما بعد إلى مدرسة Bosch Baháʼí ومدرسة Louhelen Baháʼí .
تدريجيًا منذ أوائل عشرينيات القرن العشرين، مع قيادة شوقي أفندي، تم تحديد العضوية في الدين بشكل أكبر وتم تعريف مؤسساته بشكل أكثر تفصيلًا سواء في أساليب الانتخاب أو في الاختصاص القضائي. من ناحية أخرى، تم تعريف الجمعيات المحلية على أنها تسعة أشخاص يتم انتخابهم من قبل أشخاص أعلنوا رسميًا انتمائهم وتميزهم عن العضوية في الكنائس وأن حدود الاختصاص هي الحدود المدنية للمدينة أو البلدة، مع الاختصاص على المستوى الإقليمي والوطني الذي يتجاوز اختصاص الجمعيات المحلية المخصص بشكل أكثر وضوحًا للأجهزة الوطنية التي أصبحت أكثر ثباتًا بحلول عام 1940. وفي ثلاثينيات القرن العشرين، عمل شوقي أفندي أيضًا على زيادة معايير تجنب الانتماءات الحزبية السياسية والتي تم تطبيقها تدريجيًا. ومنذ عام 1900 وحتى ما بعد أربعينيات القرن العشرين، نمت الأقليات في المجتمع - حيث ارتفع عدد الأميركيين من أصل أفريقي من نسبة أحادية إلى نسبة المراهقين، وكانوا ممثلين بشكل مفرط مقارنة بالولايات التي كان البهائيون موجودين فيها في ذلك الوقت وارتفعت نسبتهم إلى نسب أعلى عبر العقود، وتم دمجهم في المجتمعات على التوالي مع عملية معيارية وطنية متزايدة ربما كان لها شعور متزايد بالولاء الهرمي بدلاً من الروابط المجتمعية. على الرغم من كونها مجرد عضو في المجتمع، قُتلت الشابة هيلين كليفنغر في يوليو 1936 وتصدرت عناوين الصحف الدولية، وأعيد نشر قصتها في مجلات الجرائم الحقيقية وأُعيد سردها في الدراما الإذاعية حتى عام 1937، مع الإشارة أحيانًا إلى وضعها كبهائية، على الرغم من أن المراجعة الأكاديمية وجدت "... تكمن مفارقة القضية في عضوية كليفنغر في الديانة البهائية (هكذا) [الذين ...] كانوا على خلاف صارخ مع معظم الديانات السائدة الأخرى في تأكيدهم الحازم على المساواة بين البشر. وقد ترسخت هذه الديانة في وقت مبكر بين الأمريكيين الأفارقة في واشنطن العاصمة وانتشرت إلى كل من السود والبيض في مدن أخرى أيضًا. في عام 1921، طلب رئيس الديانة، عبد البهاء، من الجماعات المختلفة ... البدء في عقد اجتماعات "الصداقة العرقية"، حيث يمكن للأعضاء مناقشة العرق والعنصرية علانية. وقد حدث هذا في سياق إعادة الرئيس وودرو ويلسون الفصل العنصري في العاصمة وعودة حركة كو كلوكس كلان "إن وجود الكوكلوكس كلان خارج الجنوب الكونفدرالي السابق أمر مدهش".

### مسح السجلات التاريخية البهائية
كان المسح التاريخي للبهائيين بمثابة مراجعة ديموغرافية مبكرة للدين البهائي في الولايات المتحدة وكندا والتي أجريت حوالي عام 1934-1936. تمت دراسة خلفيات البهائيين في وقت لاحق بعدد من الطرق - التراث العنصري والإثني، والخلفية الدينية السابقة، والانتشار الجغرافي وأحيانًا كيف تغيرت هذه الخلفيات على مر السنين. وقد تم أيضًا استخدام مصادر البيانات التكميلية لإضافة بعض المراجعات بما في ذلك منشورات تعداد الولايات المتحدة والأدلة البهائية المنشورة في الدوريات الأدبية البهائية .
تتناول بعض هذه الدراسات على وجه التحديد العدد المتزايد من السكان السود البهائيين وسط ممارسة المجتمع الأوسع المتمثلة في استمرار عصر الفصل الاجتماعي في المجتمع الأمريكي في ذلك الوقت والذي كان ضد التعاليم البهائية حول وحدة البشرية جمعاء. كانت الغالبية العظمى من البهائيين من البيض ومعظمهم من النساء المسنات، ولكن القطاع الأسود من تلك الولايات التي كان البهائيون يتواجدون فيها كان يستجيب للدين أكثر من السكان البيض في تلك الولايات. كانت الديانة تجتذب في البداية البروتستانت، وخاصة الوحدويين العالميين، وأيضا من بين الطوائف الليبرالية الأكثر شعبية، ولكن مع اقتراب التاريخ من عام 1936 وما بعده، اجتذبت تنوعا أكبر من الخلفيات الدينية حيث استمرت في النمو أكثر من خلال التحول أكثر من الهجرة أو الولادة.

### الخطة السبعية الأولى
كتب شوقي أفندي، رئيس الدين بعد وفاة عبد البهاء، برقية في 1 مايو عام 1936 إلى المؤتمر البهائي السنوي للولايات المتحدة وكندا، وطلب البدء في التنفيذ المنهجي لرؤية عبد البهاء. وكتب في برقيته:
نداء إلى المندوبين المجتمعين للتأمل في النداء التاريخي الذي أطلقه عبد البهاء في ألواح الخطة الإلهية . حث على إجراء مناقشة جادة مع الجمعية الوطنية القادمة لضمان تحقيقها بشكل كامل. القرن الأول من العصر البهائي يقترب من نهايته. إن الإنسانية تدخل إلى المرحلة الأكثر خطورة في حياتها. فرص الساعة الحالية ثمينة بشكل لا يمكن تصوره. نسأل الله أن تتقبل كل ولاية في الجمهورية الأمريكية وكل جمهورية في القارة الأمريكية قبل نهاية هذا القرن المجيد نور دين بهاءالله وتضع الأساس الهيكلي لنظامه العالمي.
وبعد برقية الأول من مايو، جاءت برقية أخرى من شوقي أفندي في التاسع عشر من مايو تدعو إلى إنشاء رواد دائمين في جميع بلدان أمريكا الجنوبية ومنطقة البحر الكاريبي . أفاد تعداد السكان الديني الذي أجرته حكومة الولايات المتحدة عام 1936 بوجود 2584 بهائيًا، وبحلول عام 1944 كان لدى كل ولاية في البلاد هيئة إدارية بهائية محلية واحدة على الأقل تسمى الجمعية الروحية، كما تم الإبلاغ عن عدد سكان يبلغ حوالي 4800 بهائي. خلال تلك الفترة، عيّن المجلس الروحي الوطني البهائي للولايات المتحدة وكندا لجنة مشتركة بين الأمريكتين لتتولى مسؤولية الاستعدادات للرواد الدوليين. في الخريف، وفي خضم إعادة بناء الاقتصاد في فترة الكساد الكبير والتحضير للحرب العالمية الثانية، تم تقديم مجموعة خاصة وطباعة من التوجيهات الكتابية لأمريكا إلى الرئيس فرانكلين روزفلت، "لكي تجلب له هذه الأقوال، في هذه الساعة من الأزمة الخطيرة، الراحة والتشجيع والقوة".  خلال مؤتمر البهائيين في أمريكا الشمالية عام 1937، أرسل شوقي أفندي برقية نصح فيها المؤتمر بإطالة مداولاتهم للسماح للمندوبين والجمعية الوطنية بالتشاور حول خطة من شأنها تمكين البهائيين من الذهاب إلى أمريكا اللاتينية بالإضافة إلى تضمين استكمال الهيكل الخارجي لبيت العبادة البهائي في ويلميت، إلينوي. في عام 1937، أعطت الخطة السبعية الأولى (1937-1944)، وهي خطة دولية صممها شوقي أفندي، البهائيين الأميركيين هدف إقامة الدين البهائي في كل دولة في أميركا اللاتينية. في عام 1937 لم يكن هناك أي حضور للدين من أمريكا الوسطى والجنوب، ولم يكن هناك أي بهائيين في إحدى عشرة ولاية ومقاطعة في الولايات المتحدة وكندا على الإطلاق؛ وكانت أربع وثلاثون ولاية تفتقر إلى التجمعات الروحية. في عام 1938 بدأت المجتمعات البهائية والجمعيات الروحية المحلية بالتشكل في جميع أنحاء أمريكا اللاتينية مع انتشار البهائيين الأمريكيين، بينما داخل الولايات المتحدة انضم أفراد مثل جاي مورتشي وروبرت هايدن وروبرت ب. باورز إلى الدين وحقق آخرون نشأوا في الدين مستويات متزايدة من الخدمة فيه مثل ماريون هولي ودوروثي بيتشر بيكر أو أصبحوا أكثر شهرة في العالم مثل برنارد ليتش وكارول لومبارد وباربرا هيل ولويس هول وويليام سيرز . في أبريل 1953 تم افتتاح دار العبادة البهائية (ويلميت، إلينوي) رسميًا.
خلال فترة وجيزة بعد الحرب العالمية الثانية، تضاعف حجم المجتمع تقريبًا أربع مرات حتى مع انخفاض متوسط حجم المجتمعات من 30 إلى 15، وأصبح الرقم 15 هو الرقم المثالي القادر على دعم الأنشطة المختلفة مثل الأعياد المنتظمة، واحتفالات الأعياد المقدسة، والاجتماعات العامة، واجتماعات الجمعية. وفي الوقت نفسه، أصبحت الأنشطة التي كان يديرها الأفراد بمبادرة منهم وظائف للجان معينة.
حتى عام 1944، كان يتم اختيار المندوبين إلى المؤتمر الوطني على أساس الجمعيات المحلية - وفي عام 1944 تم انتخابهم على أساس المؤتمرات الإقليمية للبهائيين على مستوى الولاية. في عام 1947، وفي الوقت الذي اقترب فيه عدد البهائيين في أمريكا من 5000، شارك الطلاب البهائيون في جامعة شيكاغو في مظاهرة ضد الفصل والتمييز على أساس العرق في العلاج الطبي للطلاب في الحرم الجامعي. في عام 1955 تحدث البهائيون والمؤسسات الأمريكية في أعقاب تدمير مركز عبادة بهائي في إيران.
من أواخر الأربعينيات وحتى أوائل الستينيات من القرن العشرين، تضاعف عدد سكان البهائيين كل ثلاثة عشر عامًا حتى في الوقت الذي كان فيه المجتمع يرسل روادًا إلى أمريكا الجنوبية وأوروبا في ثلاثينيات وأربعينيات القرن العشرين.
في عام 1941، رفعت الجمعية الروحية الوطنية للبهائيين في الولايات المتحدة وكندا دعوى قضائية في المحكمة العليا لمقاطعة نيويورك ضد ميرزا أحمد سهراب لمنعه من استخدام اسم "بهائي". رفض القاضي القضية، مشيرا إلى أن الشكوى فشلت في تحديد سبب وجيه للدعوى. وقد استأنفت وكالة الأمن القومي الحكم، لكن محكمة الاستئناف أيدت قرار المحكمة الأدنى.
منذ عام 1900 وحتى ما بعد أربعينيات القرن العشرين، نمت الأقليات في المجتمع - نما الأمريكيون من أصل أفريقي من نسب أحادية الرقم إلى المراهقين، وكانوا ممثلين بشكل مفرط مقارنة بالولايات التي كان البهائيون موجودين فيها في ذلك الوقت، وارتفعوا إلى نسب أعلى عبر العقود، وتم دمجهم في المجتمعات على التوالي مع عملية معيارية وطنية متزايدة ربما كان لها شعور متزايد بالولاء الهرمي بدلاً من الروابط المجتمعية.
التطورات اللاحقة
ستشهد الجهود المنسقة اللاحقة، مثل الحملة الصليبية التي استمرت عشر سنوات، تغييرات واسعة النطاق في البلاد - حيث تم إرسال الرواد الأوائل إلى مجموعة واسعة من المواقع حول العالم، مثل أفريقيا، وبعض أجزاء من شرق آسيا، وأجزاء من أوقيانوسيا/بولينيزيا، لإكمال قائمة البهائيين الأوائل الذين استقروا في بلد ما وفقًا للخطة التي وضعها فرسان بهاء الله . وبالإضافة إلى العواقب الدولية المترتبة على الخطة، فقد تم إطلاق مبادرات في ساحات أخرى. وكان للبهائيين في الولايات المتحدة أيضًا "أهداف ثانوية" أثناء الحملة الصليبية. وتضمن أحدها رفع العدد الإجمالي للجمعيات الروحية المحلية إلى ثلاثمائة. تم نقل هذه الرسالة إلى المجتمع البهائي في المؤتمر الوطني بواسطة روحية خانوم. وقد تم شرح مبادئ قائمة المدن المستهدفة في وقت لاحق في دورية أخبار البهائيين الوطنية. وقد اتبعت الجمعية الوطنية المبادئ التالية:
- إذا كانت الولاية لديها جمعية واحدة فقط، فيجب أن تكون هناك مدينة أخرى على الأقل على القائمة مع إعطاء الأولوية للحفاظ على تلك الجمعية.
- أي هدف لا يتضمن حضور البهائيين كان يسمى "هدفًا عذراء" وإلا كان يسمى "هدفًا توحيديًا". تم تسجيل 40 هدفًا عذراء.
- إذا كانت الدولة لديها مجموعة من الجمعيات في منطقة واحدة، كان يتم اختيار الأهداف في المناطق النائية من تلك المجموعة "لتقليص المسافات الهائلة بين العديد من المجتمعات البهائية".
- تم تطوير 133 مدينة هدف حيث تعيش مجموعات تتألف من 4 بهائيين على الأقل.
- وقد تم تطوير بعض الأهداف "ضمن نطاق السفر السهل" للمجتمعات القائمة حتى يتمكن الأشخاص الذين لا يستطيعون تحمل تكاليف التنقل إلا بشكل ضيق من القيام بذلك.
- إذا ارتقى مجتمع لم يكن منطقة مستهدفة إلى وضع التجمع، فسيتم احتسابه ضمن الإجمالي، وكان الأفراد أحرارًا في الريادة في أي مكان ولكن لا ينبغي لهم أن يتوقعوا أن يتم تنسيق رواد آخرين للانضمام إليهم لمجرد وجودهم هناك.

وقد أدرج الدليل البهائي لعامي 1953 و1954 ما مجموعه 171 جمعية محلية، و600 موقع بها مجموعات تتألف من 2 إلى 8 من البهائيين البالغين، و611 موقعًا بها أفراد بهائيون معزولون. نُشرت أول قائمة وطنية للمدن المستهدفة في صحيفة بهائي نيوز في أكتوبر 1953. بحلول عام 1963 كان هناك 331 جمعية إجمالية، و649 موقعًا بها مجموعات من 2 إلى 8 من البهائيين البالغين، تفتقر إلى انتخاب جمعية، و676 موقعًا للبهائيين المعزولين. قبل تكليفها رسميًا بالعمل لدعم الهدف، كانت بعض لجان التدريس في المنطقة موجودة بالفعل وكانت في درجة من التنظيم مع نشراتها الإخبارية ومؤتمراتها الخاصة بحلول سبتمبر 1953. كانت هذه المؤسسات موجودة منذ عام 1949 على الأقل، وكانت تسمى أحيانًا لجان التدريس الإقليمية. وقد تم تفصيل حقيقة تعيين لجان التدريس بالمنطقة باعتبارها عنصراً أساسياً في تحقيق الهدف مرة أخرى في يونيو 1955.
أرسلت الولايات المتحدة حوالي 400 رائد عبر الخطة إلى الأهداف الدولية، وكان ما يقرب من نصفهم من النساء. كان هذا من بين عدد سكان الولايات المتحدة الذي بلغ نحو 7000 بحلول عام 1956، وبحلول عام 1963 تجاوز عدد الأعضاء 10000، وكانوا يتزايدون بنحو 1200 عضو سنويًا. على الرغم من وجود اتصال سابق بين الحين والآخر مع السكان الأمريكيين الأصليين (انظر على سبيل المثال قصة نيبو تي سترونج هارت )، إلا أن هذا النوع من الجهود كان أيضًا نقطة عمل أثناء الخطة.
ونتيجة للتغيرات الدولية والداخلية، وعصور النشاط وموجات النمو، مرت المعايير الثقافية في الدين البهائي بتحولات كبرى. لقد حدث الأول في مطلع القرن العشرين تقريباً عندما أصبح الدين معروفاً خارج نطاق سكانه المسلمين في الشرق الأوسط، وانتشر إلى أمريكا الشمالية وأوروبا المسيحية. أما الاختراق الكبير الثاني فقد بدأ بعد الحرب العالمية الثانية عندما بدأ الدين ينتشر بسرعة في قرى العالم الثالث. كان الهدف المعلن للجان التنسيق المعينة للإشراف على العملية هو تسهيل التحول في توازن الأدوار من التوجيه الرائد في أمريكا الشمالية والتعاون في أمريكا اللاتينية إلى التوجيه الرائد في أمريكا الشمالية والتعاون في أمريكا اللاتينية. وكانت العملية جارية على قدم وساق بحلول عام 1950، وكان من المقرر تنفيذها حوالي عام 1953. وفي أفريقيا تم التأكيد على أن الرواد الغربيين يجب أن يكونوا متواضعين وأن يركزوا جهودهم ليس على القيادة الاستعمارية ولكن على الأفارقة الأصليين - وأن الرواد يجب أن يظهروا بالأفعال صدق شعورهم بالخدمة للأفارقة في جلب الدين ومن ثم يجب منح الأفارقة الذين يفهمون دينهم الجديد الحرية للنهوض ونشر الدين وفقًا لحساسياتهم الخاصة ويجب على الرواد أن يتفرقوا أو يتراجعوا إلى الخلفية. وقد اتبع الأستراليون الذين وصلوا إلى بابوا غينيا الجديدة ممارسات مماثلة. على عكس انتشار المسيحية داخل البلاد الهندية في الولايات المتحدة، لم يرتبط الدين البهائي مطلقًا بتعزيز الاحتلال الاستعماري، أو الاستيعاب الأوروبي الأمريكي، أو التحول القسري للأمريكيين الأصليين. في عام 1960 طلبت يد القضية روحية خانوم المغفرة عن الظلم الذي ارتكبته عرقها وأشادت بالماضي العظيم للأمريكيين الأصليين. وفي عام 1963، لاحظت عالمة الأنثروبولوجيا أليس بيك كيهو، وهي باحثة معروفة في شؤون الأمريكيين الأصليين، أن "الدين البهائي لا ينكر صحة المعتقدات الهندية الأصلية، [و]... يجذب العديد من الهنود الذين يبحثون عن دين لا يقتصر على الهنود فقط ولا تهيمن عليه القيم والعادات البيضاء،" على الرغم من أن الدين كان ينمو، إلا أن تحدي توسيع الاحترام استمر أيضًا في أن يكون نقطة اشتباك.

### انشقاق ميسون ريمي
في عام 1957، واجه العالم البهائي أزمة عندما توفي شوقي أفندي دون أن يعين خليفة له. وقد نظمت أيدي الأمر المعينة طريقة لملء القيادة المركزية حتى يتمكن بيت العدل الأعظم من اتخاذ القرار، والذي انتخب في عام 1963 وحكم بأنه في ظل الظروف السائدة، لا يمكن تعيين وصي ثانٍ. قبل انتخاب بيت العدل الأعظم، أعلن أحد الأيدي، ميسون ريمي، في عام 1960، أنه الوصي ويتوقع ولاء البهائيين في العالم. كان ريمي عضوًا بارزًا في المجتمع البهائي الأمريكي، وكان معاصرًا لعبد البهاء، وتم تعيينه رئيسًا للمجلس البهائي الدولي . وقد رفضت أيدي الأمر ادعائه، واعتبره جميع البهائيين تقريبًا ناقضًا للعهد . فشل قسم ريمي في جذب عدد كبير من المتابعين. في عام 1964 كانت هناك دعوى قضائية وفازت وكالة الأمن القومي بحقوق العلامة التجارية. انقسمت هذه المجموعة وتقلص عدد أعضائها إلى أقل من 100 عضو بحلول عام 2010، بدون حياة دينية جماعية.

### المشاركة في المغرب
وفي خضم الفترة التي سبقت الانتخابات مباشرة، نظم البهائيون في المغرب أول جمعية لهم وبدأوا يعانون من الاضطهاد. في عام 1963، لفت اعتقال البهائيين في المغرب انتباه الملك الحسن الثاني ملك المغرب، والسيناتور الأمريكي كينيث بي كيتنج وروجر ناش بالدوين، رئيس الرابطة الدولية لحقوق الإنسان آنذاك. في 31 مارس 1963، أثناء زيارة إلى الولايات المتحدة والأمم المتحدة، أُجريت مقابلة مع الملك حسن على شاشة التلفزيون في برنامج قابِل الصحافة، ثم مع لورانس إي. سبيفاك، وسُئل عن معاملة البهائيين في بلده. وخاطب الحضور قائلاً إن الديانة البهائية ليست دينًا وهي "ضد النظام والأخلاق أيضًا". ومع ذلك، في الثاني من أبريل/نيسان، أصدر بيانًا عامًا يفيد بأنه إذا أكدت المحكمة العليا عقوبة الإعدام فإنه سيمنحهم عفوًا ملكيًا. ومع ذلك، في 23 نوفمبر/تشرين الثاني، نظرت المحكمة العليا الاستئنافات وألغت قرار المحكمة الأدنى. وفي 13 ديسمبر تم إطلاق سراح السجناء فعليًا.

### منذ عام 1963
في عام 1964، تم تطوير مشروع بين البهائيين لدعم الوحدة العرقية - في نفس الفترة التي شهدت حملة صيف الحرية - مع الاتصالات في لوهيلين والمجتمع البهائي المزدهر في جرينفيل بولاية ساوث كارولينا . كان من المقرر أن يتم دمج المدارس في ذلك الخريف. وقد تم الإشارة إلى جلسات التدريب للمشروع في صحيفة البهائيين نيوز في شهر أغسطس في لوهيلين. وحضر التدريب في منتصف يونيو نحو 80 شابًا ونحو 26 من أعضاء هيئة التدريس والموظفين. بعد انتهاء الدروس في المواد الدراسية المختلفة، ذهب 27 إلى 8 مواقع: جرينفيل، ساوث كارولينا، أتلانتا، جورجيا، مواقع في مينيسوتا، نيو مكسيكو، أريزونا، ميشيغان وواشنطن العاصمة. ذهب ستة شباب إلى جرينفيل، ساوث كارولينا، تحت رعاية جمعيتهم المحلية لحضور برنامج مدته 6 أسابيع وانضم إليهم خمسة شباب محليين. لقد عملوا على تدريس حوالي 55 طالبًا أسودًا على وشك الالتحاق بالمدارس المتكاملة حديثًا، والإعلان الريفي عن الدين، وأنشطة حقوق الإنسان التي تركز على الأقلية السوداء. واختتم العمل بحفل استقبال لأولياء الأمور والمعلمين في الكنيسة ونزهة للطلاب أدارها المعلمون البهائيون. أقيمت حفلات إشعال النار على نطاق واسع في المناطق الريفية حول جرينفيل والتي تضمنت الغناء، ودعمت المجموعة تقديم التماسات لدمج حمام السباحة العام. في عام 1965 شارك البهائيون في مسيرات سلمى إلى مونتغمري ورتبوا لإرسال البرقيات وفقًا لعدد يونيو من صحيفة البهائي نيوز. بعثت الجمعية الوطنية ببرقية إلى الرئيس الأمريكي ومؤتمر القيادة المسيحية الجنوبية. وقد تم توثيق مشاركة ثمانية بهائيين، بما في ذلك اثنان من مونتغمري.
- وقد حدث تدفق كبير للشباب في أواخر الستينيات وأوائل السبعينيات في جميع أنحاء البلاد.[108]
- ازدادت الأقليات القومية بنسب في المناطق - الأمريكيون الأفارقة في الجنوب ولكن أيضًا المراكز الحضرية، والأسبان، وشرق آسيا، والهنود في الجنوب الغربي.[109] كانت الأخبار في عام 1971 أن العدد الوطني للبهائيين قد تضاعف -[110] لاحظت مجلة ذا كريستيان سينتشري أنه في "مؤتمر تعليمي" لمدة شهر واحد في 13 مقاطعة ومقره ديلون بولاية ساوث كارولينا، انضم 9000 من المتحولين، معظمهم من السود، إلى الديانة البهائية (كذا)، مع توقيع مئات آخرين على بطاقات إعلان في جهود مماثلة في جميع أنحاء الجنوب."[110] أصبحت الولاية التي تضم أكبر عدد من البهائيين الآن ولاية ساوث كارولينا.[35]

وقد تبع ذلك تغيير ديموغرافي أكبر عندما أضاف اللاجئون الفرس من الثورة الإيرانية في عامي 1978 و1979 ما يقرب من 15% إلى المجتمع الوطني، على الرغم من وجودهم في كثير من الأحيان في عدد قليل من المناطق الحضرية. لا تتوفر معلومات ديموغرافية عامة إلا أنه من الجدير بالذكر أن متوسط حجم المجتمع - سواء كان مجلسًا أم لا - كان حوالي 5 أشخاص في عام 1947 وأكثر من 14 شخصًا في عام 1991.
يبلغ عدد البهائيين في أمريكا حوالي 77,000 عضو، في عام 1982 أدلى البهائيون بشهاداتهم أمام لجنة فرعية تابعة للكونجرس بشأن الوضع في إيران بعد الثورة الإسلامية وتم متابعة ذلك بعد عامين، ومرة أخرى في عام 1988. وفي الوقت نفسه، أدى النمو المتسارع للمجتمع العالمي في الفترة من الستينيات إلى الثمانينيات إلى ظهور تحدي للتنمية الاجتماعية والاقتصادية للمجتمعات. وفقًا للتعاليم البهائية، ينبغي للتنمية أن تزيد من اعتماد الناس على أنفسهم، والتضامن المجتمعي، وإتاحة الوصول إلى المعرفة، وإزالة مصادر الظلم حيثما أمكن. ينبغي ربط التطور الروحي والأخلاقي والمادي معًا. ومن المتوقع أن تكون هذه الأولويات حاسمة لتنمية السلام العالمي. ودخل الدين مرحلة جديدة من النشاط عندما صدرت رسالة بيت العدل الأعظم بتاريخ 20 أكتوبر 1983 تم إنشاء مكتب التنمية الاجتماعية والاقتصادية وحث البهائيين على البحث عن طرق متوافقة مع التعاليم البهائية، والتي يمكنهم من خلالها المشاركة في التنمية الاجتماعية والاقتصادية للمجتمعات التي يعيشون فيها. في عام 1979، كان هناك 129 مشروعًا بهائيًا للتنمية الاجتماعية والاقتصادية معترفًا بها رسميًا في جميع أنحاء العالم. وبحلول عام 1987، ارتفع عدد مشاريع التنمية المعترف بها رسميًا إلى 1482 مشروعًا. وقد استحوذت الأمريكتان على نسبة كبيرة من هؤلاء. بعض الأمثلة في الولايات المتحدة:
- في عام 1984، تم تأسيس مركز التفاهم بين الأعراق في صيف عام 1984 في لوهيلين.[120]
- تم تأسيس مشروع آخر يسمى الكلية السكنية في لوهيلين في سبتمبر 1985،[120] وكان جزءًا من فكرته.[121] تم الإعلان في مارس 1986 عن قبول طلبات الالتحاق في سبتمبر 1986 من خلال الجمع بين الدراسة الرسمية للدين مع دراسة للحصول على درجة علمية في واحدة أو اثنتين من الكليات القريبة. كان الطلاب يعيشون ويعملون في المدرسة، ويتلقون التدريب، ويذهبون إلى إحدى هذه المدارس.[120]
- كان أحد الجهود المؤقتة هو مساعدة البهائيين في توسون لضحايا زلزال مدينة مكسيكو عام 1985،[122] كما حدث أثناء إعصار هوغو وما تلاه.[123]
- كان هناك برنامج آخر للشباب يُسمى ورشة عمل الشباب البهائي التي أسسها أوسكار ديجروي في عام 1974،[124] حيث نظمت مجموعات وأدت بشكل مختلف في الولايات المتحدة.[125]
- كان عام 1996 هو بداية تنفيذ مشروع تجربة العيش في الوحدة متعددة الأعراق (MRULE)[126] بواسطة ريتشارد والتر توماس وجين جازيل في جامعة ولاية ميشيغان،[127] في أعقاب قضية مقتل أو جيه سيمبسون في أكتوبر 1995.[128] تم الاتصال بتوماس من قبل عميد جامعة ولاية ميشيغان آنذاك لو آنا سيمون[128] أن يكون لدينا وسيلة لحل التوترات العنصرية في خضم التنوع المتزايد في الحرم الجامعي.
- تأسس مركز العدالة الطاهرة في عام 1997 للأفراد الذين يسعون إلى الحماية من انتهاكات حقوق الإنسان. [129]

وقد وصل عدد مجتمعات البهائيين في البلاد إلى المئات، كما وصل عدد أعضاء لوس أنجلوس إلى أكثر من ألف عضو بحلول ثمانينيات القرن العشرين. في ثمانينيات القرن العشرين، شهد المجتمع بداية زيادة كبيرة في المبادرات التكميلية - مجموعات المصالح الخاصة، والجمعيات الأكاديمية والمهنية، والنشرات الإخبارية.
كانت إدارة البهائية في الولايات المتحدة طرفًا في قضايا المحكمة بشأن العلامات التجارية في عامي 2005 و2008، وكلاهما أسفر عن أحكام لصالح الطوائف البهائية الناتجة عن انشقاق ميسون ريمي.

## المجتمع الحديث

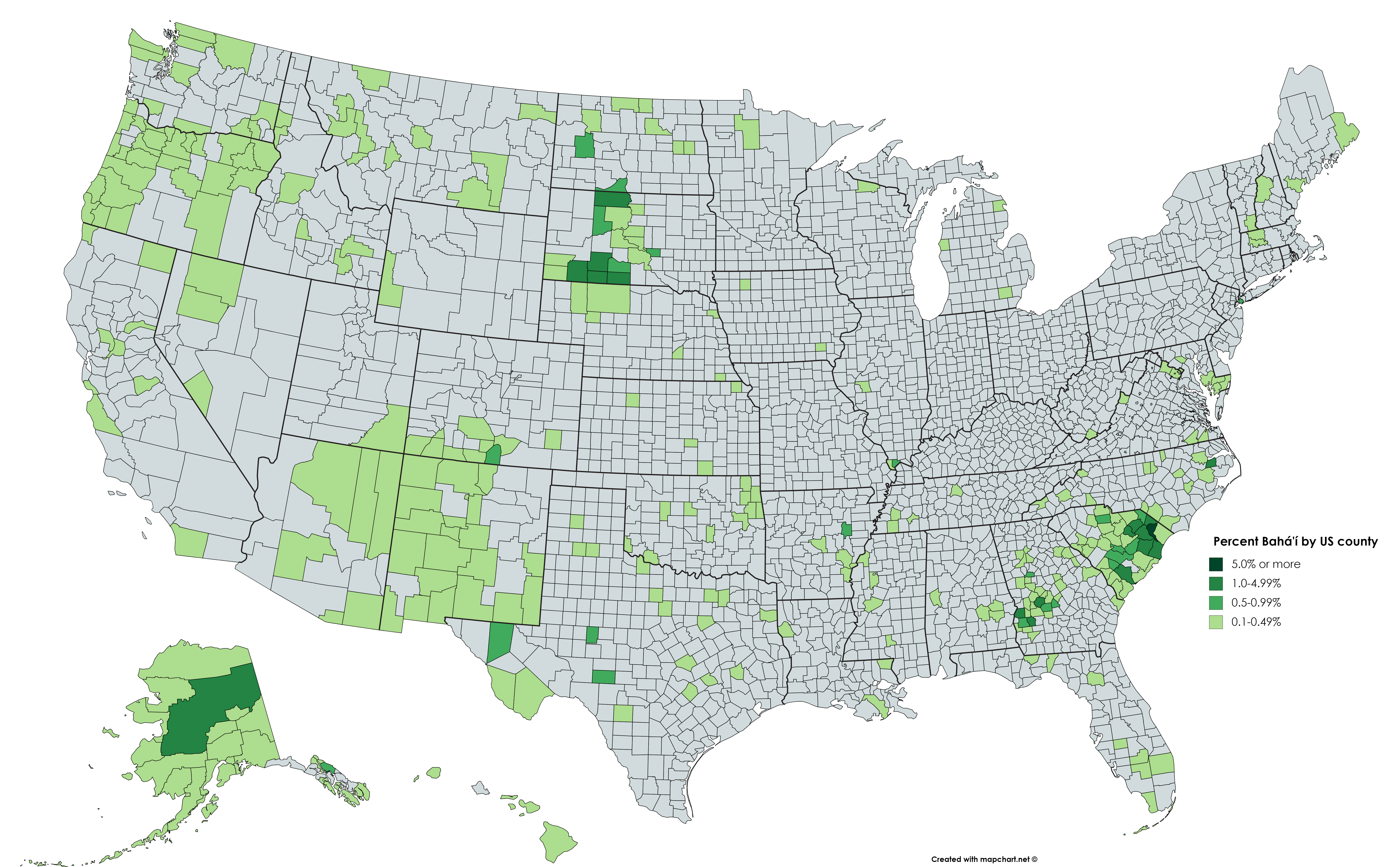
نسبة سكان المقاطعات الأمريكية التي تعتنق الديانة البهائية.

في ديسمبر 1999، أعلنت الجمعية الروحية الوطنية للولايات المتحدة أنه من بين ما يقرب من 140 ألف عضو بالغ (15 عامًا فأكثر) في السجلات، كان 70 ألفًا فقط لديهم عناوين معروفة،  وكان تقدير آخر أكثر من 137 ألف لاجئ إيراني. أفاد ما يقرب من 17 بالمائة من البهائيين في الولايات المتحدة بأنهم رواد دوليون، في حين أشار حوالي 35 بالمائة إلى تجربة الريادة المحلية داخل الولايات المتحدة في أماكن لم يكن للدين حضور فيها من قبل. قدرت دراسة الهوية الدينية الأمريكية التي أجريت في عام 2001، مع حجم عينة بلغ 50 ألف شخص، أن هناك 84 ألف شخص بالغ (21 عامًا فأكثر) من البهائيين في الولايات المتحدة. قدرت جمعية أرشيفات بيانات الأديان (بالاعتماد على الموسوعة المسيحية العالمية) أن هناك حوالي 525000 بهائي في الولايات المتحدة في عام 2005 إلا أن الإحصاءات الداخلية في فبراير 2011 تظهر 175000 باستثناء ألاسكا وهاواي. صرحت الباحثة الدنماركية مارجيت واربورغ أن الرقم البهائي المذكور في الموسوعة المسيحية العالمية للولايات المتحدة مبالغ فيه إلى حد كبير. ومع ذلك، اعتبارًا من عام 2020، أشارت جمعية إحصائيي الهيئات الدينية الأمريكية إلى أنها أكبر ديانة غير مسيحية في البلاد قياسًا حسب المقاطعة. 
مع جذور تنموية تعود إلى القرن التاسع عشر، معهد روحي، وهي مؤسسة تعليمية تعمل في البداية تحت إشراف الجمعية الروحية الوطنية للدين البهائي في كولومبيا ولكن تم تطبيقها ودراستها في الولايات المتحدة. الهدف هو إشراك عدد أكبر من الأفراد في الدراسة مما يؤدي إلى اتخاذ إجراء. يركز المعهد على ربط التقدير المتطور للفضائل بعمليات تنمية المجتمع. وبعد عدة عقود من التطور، تبنت القيادة البهائية هذا المبدأ باعتباره عنصرًا أساسيًا في الطبيعة المتطورة للحياة البهائية والثقافة المعبر عنها.
على الرغم من أن أغلبية الأميركيين مسيحيون، إلا أن البهائيين يشكلون ثاني أكبر مجموعة دينية في ولاية كارولينا الجنوبية اعتبارًا من مايو 2014. وبناءً على بيانات من عام 2010، كان البهائيون أكبر أقلية دينية في 80 مقاطعة من أصل 3143 مقاطعة في البلاد. من نفس مجموعة البيانات لعام 2010، أكبر تجمعات البهائيين على مستوى المقاطعة موجودة في لوس أنجلوس، كاليفورنيا، وبالم بيتش، فلوريدا، ومقاطعة هاريس، تكساس، ومقاطعة كوك، إلينوي.  ومع ذلك، على أساس نسبي بالنسبة للسكان المحليين، فإن أعلى كثافة نسبية توجد في ولاية كارولينا الجنوبية ومقاطعة بينيت، وخاصة بالقرب من محميات باين ريدج وروزبد الهندية، وجورجيا. يعيش حوالي 3000 بهائي في منطقة شيكاغو.
في حين أن الأعمال الخيالية المبكرة التي تتعلق بالدين حدثت في أوروبا، فقد ظهر عدد منها في الولايات المتحدة منذ ثمانينيات القرن العشرين، وأحيانًا في وسائل الإعلام الجماهيرية - انظر الإيمان البهائي في الخيال .

### تباطؤ النمو
انخفضت العضوية الدينية الإجمالية بشكل حاد من 70٪ إلى 47٪ بين جميع الأمريكيين من عام 2000 إلى عام 2020. بدأ نمو المجتمع البهائي الأمريكي في التباطؤ في نفس الوقت تقريبًا، حيث شهد انخفاضًا بنسبة 50٪ في التسجيل من عام 1997 إلى عام 2007، وزيادة بنسبة 30٪ في حالات الانسحاب في عام 2006؛ اقترح السيناتور ماكجلين، الذي ألغت الإدارة البهائية عضويته، أن هذا قد يكون مرتبطًا بتغيير في الثقافة في المجتمع وأن عددًا كبيرًا من أولئك الذين يغادرون رسميًا قد لا يزالون يعتبرون أنفسهم بهائيين. أشار التقرير السنوي لعام 2005 الصادر عن الجمعية الروحية الوطنية إلى أن النمو انخفض بنسبة 60% في السنوات السبع السابقة، وعلق قائلاً: "بحسب تقييمنا، فإن انخفاض عدد المسجلين سنويًا يعكس فترة من إعادة التقييم والتخطيط النشطين لاتباع نهج أكثر منهجية للنمو والاحتفاظ"، و"إن انخفاض النمو انتقالي". ووفقًا لتقارير الجمعية الروحية الوطنية، فقد شهدوا 1198 تسجيلًا في العام حتى فبراير 2005، و82 تسجيلًا للأطفال، و271 انسحابًا، و16 إعادة قبول؛ في عام 2009، كان هناك 2500 تسجيل، و1200 تسجيل للأطفال، و322 انسحابًا، و35 إعادة قبول؛ وفي عام 2015، كان هناك 616 تسجيلًا، و345 تسجيلًا للأطفال، و295 انسحابًا، و28 إعادة قبول.
وفقًا للتقرير السنوي لعام 2020 الصادر عن وكالة الأمن القومي للبهائيين في الولايات المتحدة، كان هناك 526 تسجيلًا للبالغين و459 حالة وفاة و347 انسحابًا خلال فترة 12 شهرًا.

## المراكز الرئيسية

### بوسطن الكبرى
شهدت منطقة بوسطن الكبرى بدايات لظهور البهائية في القرن التاسع عشر، حيث نشأت أول جماعة من البهائيين في مطلع القرن. تبع المقالات الصحفية المبكرة عن الديانة البابية السلفية ورقة بحثية للدكتور القس أوستن إتش رايت كمدخل بدون عنوان، أول اقتباس منه هو "ملاحظة لشخصية فريدة، لعبت لسنوات عديدة الماضية دورًا بارزًا على مسرح الحياة الفارسية" بتاريخ 10 فبراير 1851. ويعتبر أول بحث يقدم وصفًا للبابية. حوالي عام 1900 بدأ المجتمع في الاندماج بالقرب من Greenacre، وهو ملاذ مشترك بين الأديان في وقت مبكر.  منذ ذلك الحين، ارتبطت المؤسسة تدريجيًا بالبهائيين - وهو المكان الذي يأتي إليه كل من السكان المحليين والأشخاص من بعيد لتعلم الدين، والذين تولوا رسميًا السيطرة على المصلحة منذ عام 1913 وفقًا لرغبات ومصلحة مؤسسها المسيطرة. وسرعان ما برز زعماء ارتقوا إلى الصدارة الوطنية بمستوى وطني من التنظيم بعد أن سافر عبد البهاء، زعيم الدين آنذاك، عبر المنطقة. وكان من أبرز سكان المنطقة هارلان أوبر، وويليام هنري راندال، وألفريد إي. لانت. وقد اتخذت الاعترافات الموسعة بالمجتمع أحيانًا شكل الإشارة علنًا إلى الاضطهاد الذي تعرضوا له في المغرب ثم في إيران، والحضور في الحفلات الموسيقية والمعارض المحلية. في عام 1988 اختارت الجمعية الوطنية للولايات المتحدة مدينة بوسطن من بين أربع مراكز لتوسيع الدين وعقدت مؤتمرا حضره نحو 800 بهائي. المجتمع الحديث، على الرغم من أنه يشكل جزءًا صغيرًا من السكان على نطاق أوسع، موجود في بعض التجمعات والمناطق الرقيقة في جميع أنحاء منطقة بوسطن الكبرى. على مدى العقدين الماضيين، كانت تسعى بشكل منهجي إلى تنفيذ برامج أنشطة بناء المجتمع المحلي من خلال حلقات الدراسة، وفصول الأطفال، ومجموعات الشباب الصغار، والاجتماعات التعبدية بين أنشطة ومراسم الدين.

### كارولينا الجنوبية
يبدأ الدين البهائي في ولاية كارولينا الجنوبية في مرحلة الانتقال من قوانين جيم كرو إلى حركة الحقوق المدنية، لكنه يحدد نهجًا آخر للمشكلة، ويمضي وفقًا لتعاليمه . أول ذكر لتاريخ الدين جاء في مقال صحفي في ستينيات القرن التاسع عشر. وفي أعقاب ذلك كان أول فرد من ولاية كارولينا الجنوبية يكتشف الدين هو لويس جريجوري في عام 1909، وتبعه أفراد داخل الولاية. سرعان ما بدأت مجتمعات البهائيين في العمل في شمال أوغوستا وكولومبيا وجرينفيل، وواجهت صراعًا مع ثقافة الفصل العنصري طوال الخمسينيات من القرن العشرين على المستويين الخارجي والداخلي. ومع ذلك، في الفترة 1969-1973، كانت هناك فترة ملحوظة للغاية وغير مستدامة إلى حد ما من التحولات إلى الدين على أساس اجتماع الأفكار الدينية المسيحية والبهائية، مما أدى إلى تأسيس قاعدة للمجتمع في العديد من المقاطعات - ولا سيما ماريون، وويليامزبورج، وديلون، التي يخدمها معهد لويس جريجوري ومحطة الراديو WLGI التابعة له ولكن أيضًا في جميع أنحاء المنطقة الأوسع. ويستمر هذا المجتمع ويحظى بتغطية إخبارية باعتباره جزءًا من ثاني أكبر ديانة في ولاية كارولينا الجنوبية.

### ألاسكا
تعتبر ألاسكا غير عادية من حيث أنها ليست دولة مستقلة معترف بها من قبل الأمم المتحدة، ومع ذلك لديها جمعية روحية وطنية. لا يتم نشر إحصائياتها المحددة، وغالبًا لا يتم تفصيلها ضمن الإحصائيات غير البهائية في الولايات المتحدة بشكل عام.

### هاواي
نشأ المجتمع البهائي في هاواي عندما عادت آغنيس ألكسندر، المولودة في هاواي والتي أصبحت بهائية في باريس عام 1900، إلى الجزر في عام 1901. على غرار ألاسكا، فإن البهائيين في هاواي لديهم جمعية روحية وطنية مستقلة عن تلك الموجودة في الولايات المتحدة، على الرغم من أنها نفسها واحدة من الولايات المتحدة الخمسين. ولم يتم نشر إحصائيات مستقلة.

## نقد
كان خوان كول أستاذًا أمريكيًا للتاريخ البهائي استقال من الدين في عام 1996 بعد صراعات مع البهائيين. واصل كول مهاجمة الدين البهائي بشكل نقدي في العديد من الكتب والمقالات التي كتبها في الفترة من 1998 إلى 2000، واصفًا بهائيًا بارزًا بأنه "محقق" و"متعصب"، ووصف المؤسسات البهائية بأنها معزولة اجتماعيًا، ودكتاتورية، ومسيطرة، وذات مخالفات مالية. بعد فترة وجيزة من استقالته، أنشأ كول قائمة بريد إلكتروني وموقعًا على الويب يسمى H-Bahai، والذي أصبح مستودعًا للمواد المصدرية الأساسية والتحليل النقدي للدين.

### البهائيون الأمريكيون البارزون
خارج نطاق الدين في المجتمع العام كان من البهائيين البارزين قادة اجتماعيين ومدنيين مثل آلان لوروي لوك، وباتريشيا لوك، ودوروثي رايت نيلسون، ولايلي ميلر مورو، والفنانين سيلز وكروفتس، وديزي جيليسبي، ورين ويلسون، وآندي جرامر، ومن بين الأكاديميين والكُتاب جاي مورشي، سهيل بشروي، ودوايت دبليو ألين. شهرة بعض البهائيين البارزة لا تشير إلى السلطة أو الأولوية داخل الدين، بل مجرد درجة من الاعتراف العام. كان ويليام سيرز معلقًا رياضيًا وشخصية تلفزيونية، وكان لويس جريجوري محاميًا أمريكيًا من أصل أفريقي، وكلاهما أصبح بارزًا داخل الدين باعتبارهما من أيدي القضية. تم إنتخاب لوك ونيلسون لعضوية الجمعية الروحية الوطنية.

## أنظر ايضا
قائمة البهائيين
فئة:البهائيون الأمريكيون .